# Castell de Porrera
El Castell de Porrera era un castell situat al municipi de Porrera, a la comarca del Priorat, a Catalunya. Actualment no en queda cap constància arqueològica, tot i que el terreny que ocupava conserva el nom d'"era del castell".
D'època medieval, és probable que deixés de tenir cap ús al voltant del 1718. A causa del suport al bàndol austriacista durant la Guerra de Successió, l'Audiència va decretar que les muralles de la vil·la havien de ser ensorrades, moment en què sembla que desaparegué el castell. Tot i així, un barri i un carrer d'aquesta població s'anomenen del Castell. Estan situats a la part alta del municipi.
És considerat un Bé Cultural d'Interès Nacional segons el decret aprovat el 22 d'abril de 1949.